# Cocoa Expos
El Cocoa Expos fue un equipo de fútbol de los Estados Unidos que alguna vez jugó en la USL Premier Development League, la cuarta liga de fútbol más importante del país.

## Historia
Fue fundado en el año 1993 en la ciudad de Cocoa, Florida y que contó con secciones de fútbol femenil y fútbol indoor.
Fueron uno de los clubes más exitosos y populares de la USL Premier Development League tras jugar en la USISL por 5 años, en los cuales ganó cuatro títulos divisionales. En la USL Premier Development League ganaron 3 títulos divisionales y clasificaron a los playoffs en 7 oportunidades, llegando a la final de conferencia en 2001 y jugaron la US Open Cup en tres ocasiones, en donde nunca superaron la segunda ronda.
El club desapareció al finalizar la temporada 2007 luego de perder 13 de 15 partidos de la temporada, siendo el peor equipo de la USL Premier Development League en esa temporada.

## Palmarés
- USL PDL Southeast Division: 3

2001, 2003, 2005
- USISL PDL Southeast Division: 1

1997
- USISL Premier League Southeast Division: 1

1994
- USISL Premier League Eastern Division: 1

1995
- USISL Premier League Eastern/Southern Division: 1

1996

## Temporadas
| Año     | División | Liga          | Temporada Regular    | Playoffs                   | US Open Cup          |
| ------- | -------- | ------------- | -------------------- | -------------------------- | -------------------- |
| 1993/94 | N/A      | USISL Indoor  | 3º, Southeast        | No clasificó               | N/A                  |
| 1994    | N/A      | USISL         | 1º, Southeast        | Mejores 9                  | N/A                  |
| 1994/95 | N/A      | USISL Indoor  | 2º, North/South      | No clasificó               | N/A                  |
| 1995    | N/A      | USISL Premier | 1º, Eastern          | Finalista                  | No clasificó         |
| 1995/96 | N/A      | USISL Indoor  | 4º, Southeast        | No clasificó               | N/A                  |
| 1996    | 4        | USISL Premier | 1º, Eastern/Southern | Premier 6                  | No clasificó         |
| 1997    | 4        | USISL PDSL    | 1º, Southeast        | Finalista                  | No clasificó         |
| 1998    | 4        | USISL PDSL    | 2º, Southeast        | Final Regional             | No clasificó         |
| 1999    | 4        | USL PDL       | 2º, Southeast        | Semifinal de Conferencia   | 2.ª Ronda            |
| 2000    | 4        | USL PDL       | 3º, Southeast        | No clasificó               | No clasificó         |
| 2001    | 4        | USL PDL       | 1º, Southeast        | Final de Conferencia       | No clasificó         |
| 2002    | 4        | USL PDL       | 5º, Southeast        | No clasificó               | No clasificó         |
| 2003    | 4        | USL PDL       | 1º, Southeast        | Semifinales de Conferencia | No clasificó         |
| 2004    | 4        | USL PDL       | 2º, Southeast        | Final de Conferencia       | 2.ª Ronda            |
| 2005    | 4        | USL PDL       | 1º, Southeast        | Semifinales de Conferencia | Ronda Clasificatoria |
| 2006    | 4        | USL PDL       | 3º, Southeast        | No clasificó               | No clasificó         |
| 2007    | 4        | USL PDL       | 8º, Southeast        | No clasificó               | No clasificó         |

## Entrenadores
- Chris Ramsey 1991-1992
- Alan Dicks 1994
- Gerry Queen 2001-2006[1][2]
- Udo Schenatzky 2007

## Jugadores

### Jugadores destacados
- Justin Bryant
- Mubarike Chisoni
- Ricky Hill